# Oserki (Kaliningrad, Gwardeisk)

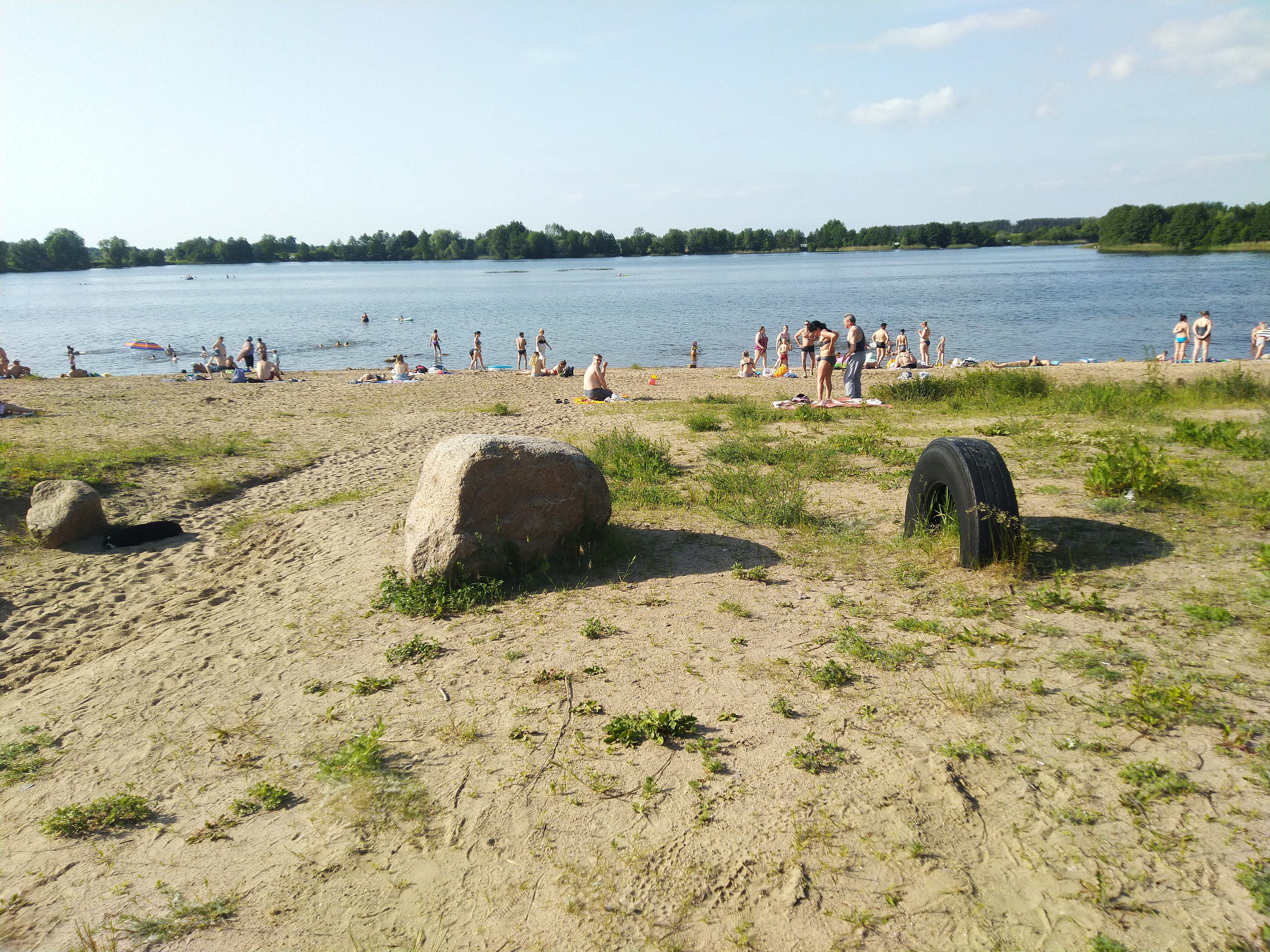

Oserki (russisch Озерки, deutsch Groß Lindenau) ist ein Ort in der russischen Oblast Kaliningrad im Rajon Gwardeisk. Die Siedlung gehört zur kommunalen Selbstverwaltungseinheit Stadtkreis Gwardeisk.

## Geographische Lage
Oserki liegt südlich des Pregel (russisch Pregolja) an der russischen Fernstraße R 508. Bis zur Rajonshauptstadt Gwardeisk (Tapiau) sind es 16, bis zur Oblastmetropole Kaliningrad (Königsberg) 26 Kilometer. Oserki Nowyje ist Bahnstation an der Bahnstrecke Kaliningrad–Nesterow (Königsberg–Stattlupönen/Ebenrode) – einem Teilstück der einstigen Preußischen Ostbahn – zur Weiterfahrt nach Litauen und in das russische Kernland.

## Geschichte
Das bis 1946 Groß Lindenau genannte Dorf wurde im Jahre 1874 in den neu geschaffenen Amtsbezirk Ottenhagen (ab 1927: Groß Ottenhagen, heute russisch: Berjosowka) integriert. Er gehörte bis 1939 zum Landkreis Königsberg (Preußen), danach zum Landkreis Samland im Regierungsbezirk Königsberg der preußischen Provinz Ostpreußen.
In  Groß Lindenau waren im Jahre 1910 insgesamt 1.057 Einwohner registriert. Ihre Zahl stieg bis 1933 auf 1.397 und belief sich 1939 auf 1.514.
In Kriegsfolge kam Groß Lindenau mit dem nördlichen Ostpreußen 1945 zur Sowjetunion und erhielt 1947 die russische Bezeichnung Oserki. Gleichzeitig wurde der Ort Sitz eines Dorfsowjets im Rajon Gwardeisk. Von 2005 bis 2014 war Oserki Sitz einer Landgemeinde und gehört seither zum Stadtkreis Gwardeisk.

### Oserski selski Sowet/okrug 1947–2005
Der Dorfsowjet Oserski selski Sowet (ru. Озерский сельский Совет) wurde im Juni 1947  im Rajon Gwardeisk eingerichtet. Nach der Auflösung des Rajons Kaliningrad im Jahr 1959 wurde der Komsomolski selski Sowet (der vormalige Semjonowski selski Sowet) an den Oserski selski Sowet angeschlossen. Nach dem Zerfall der Sowjetunion bestand die Verwaltungseinheit als Dorfbezirk Oserski selski okrug (ru. Озерский сельский округ). Im Jahr 1994 wurde der Saretschenski selski okrug angeschlossen. Im Jahr 2005 wurden die 16 Orte des Dorfbezirks in die neu gebildeten Landgemeinden Oserkowskoje selskoje posselenije und Snamenskoje selskoje posselenije eingegliedert.
| Ortsname                               | Name bis 1947/50                  | Bemerkungen |
| -------------------------------------- | --------------------------------- | --- |
| Armeiskoje (Армейское)                 | Ackerau                           | Der Ort wurde 1950 umbenannt und gehörte zunächst zum Dorfsowjet Semjonowski im Rajon Kaliningrad. Er wurde vermutlich vor 1988 an den Ort Semjonowo angeschlossen. Offenbar gab es spätestens seit 1965 eine widersprüchliche Gesetzeslage, nach welcher dieser Ort einerseits zum Dorfsowjet Oserski im Rajon Gwardeisk gehörte, andererseits aber dem Rajon Prawdinsk zugerechnet wurde und wird. |
| Baidukowo (Байдуково)                  | Bärenbruch                        | Der Ort wurde 1947 umbenannt und verlor vor 1975 seine Eigenständigkeit. |
| Berjosowka (Берёзовка)                 | Groß Ottenhagen                   | Der Ort wurde 1947 umbenannt. |
| Chrabroje (Храброе)                    | Wehnenfeld                        | Der Ort wurde 1950 umbenannt und gehörte zunächst zum Dorfsowjet Semjonowski im Rajon Kaliningrad. Er wurde vor 1975 verlassen. |
| Datschnoje (Дачное)                    | Neu Lindenau                      | Der Ort wurde 1947 umbenannt und vor 1988 verlassen. |
| Juschnoje (Южное)                      | Lindenthal                        | Der Ort wurde 1947 umbenannt und vor 1975 verlassen. |
| Kaschtanowka (Каштановка)              | Groß Hohenhagen                   | Der Ort wurde 1947 umbenannt und gehörte zunächst zum Dorfsowjet Semjonowski im Rajon Kaliningrad. Er wurde vermutlich vor 1988 an den Ort Komsomolsk angeschlossen. |
| Komsomolsk (Комсомольск)               | Löwenhagen                        | Der Ort wurde 1947 umbenannt und gehörte zunächst zum Dorfsowjet Semjonowski im Rajon Kaliningrad. |
| Oserki (Озерки)                        | Groß Lindenau                     | Verwaltungssitz |
| Osjornoje (Озёрное)                    | Groß Barthen und Klein Hohenhagen | Der Ort wurde 1950 umbenannt und gehörte zunächst zum Dorfsowjet Semjonowski im Rajon Kaliningrad. |
| Osjorskoje (Озёрское)                  | Klein Lindenau                    | Der Ort wurde 1947 umbenannt und vor 1975 verlassen. |
| Ostrowskoje (Островское)               | bei Seewalde                      | Der Ort wurde 1950 umbenannt. |
| Pestschanoje (Песчаное)                | Worienen                          | Der Ort wurde 1947 umbenannt und vor 1975 an den Ort Ostrowskoje angeschlossen. |
| Polessje (Полесье)                     | Klein Ottenhagen                  | Der Ort wurde 1947 umbenannt und vor 1988 verlassen. |
| Roslowka (Рословка)                    | Lindenhof                         | Der Ort wurde 1947 umbenannt und verlor vor 1975 seine Eigenständigkeit. |
| Saizewo (Зайцево)                      | Waldhof                           | Der Ort wurde 1947 umbenannt und vor 1975 verlassen. |
| Saosjornoje (Заозёрное)                | Lindenberg                        | Der Ort wurde 1947 umbenannt und vor 1975 verlassen. |
| Sapadnoje (Западное)                   | Rosengarten                       | Der Ort wurde 1947 umbenannt und vor 1975 verlassen. |
| Schelesnodoroschnoje (Железнодорожное) | Reichenhagen                      | Der Ort wurde 1950 umbenannt und gehörte zunächst zum Dorfsowjet Semjonowski im Rajon Kaliningrad. Er wurde vor 1975 verlassen. |
| Semjonowo (Семёново)                   | Fuchsberg                         | Der Ort wurde 1947 umbenannt und war zunächst Verwaltungssitz des Dorfsowjets Semjonowski im Rajon Kaliningrad. |
| Trubnoje (Трубное)                     | Seewalde                          | Der Ort wurde 1947 umbenannt und vor 1975 an den Ort Ostrowskoje angeschlossen. |
| Tumanowka (Тумановка)                  | Gauleden                          | Der Ort wurde 1947 umbenannt. |
| Wischnjowoje (Вишнёвое)                | Kapkeim                           | Der Ort wurde 1947 umbenannt. |

Die vier im Jahr 1947 umbenannten Orte Gribki (Langhöfel), Krasnoborskoje (Starkenberg), Prudy (Genslack) und Wessjoloje (Linkehnen), die zunächst ebenfalls in den Oserski selski Sowet eingeordnet wurden, kamen dann (vor 1975) aber in den Sarentschenski selski Sowet.
Im Jahr 1994 kamen aus dem aufgelösten Saretschenski selski okrug die Orte Gribki, Krasnoborskoje (seit 1997: Krasny Bor), Prudy, Rownoje, Rutschji, Saretschje, Suworowo und Wessjoloje (seit 1997: Wessjoly) zum Oserski selski okrug hinzu.

### Oserkowskoje selskoje posselenije 2005–2014

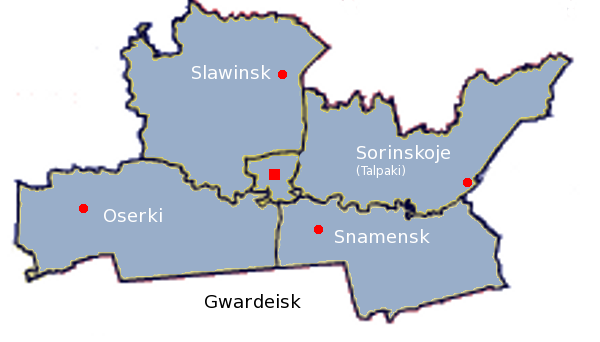
Die Lage der Landgemeinde Oserkowskoje selskoje posselenije im Südwesten des Rajon Gwardeisk

Die Landgemeinde Oserkowskoje selskoje posselenije (ru. Озерковское сельское поселение) wurde im Jahr 2005 gebildet. Das Gemeindegebiet umfasste eine Fläche von 207 km² mit 4.810 Einwohnern (Stand: 2011). Im Jahr 2014 wurde die Gemeinde aufgelöst und deren Siedlungen in den neu gebildeten Stadtkreis Gwardeisk aufgenommen.
Zur Oserkowskoje selskoje posselenije gehörten 14 jeweils „Siedlung“ (russisch: possjolok) genannte Ortschaften:
| Ortsname                 | deutscher Name                        |  | Ortsname                | deutscher Name            |
| ------------------------ | ------------------------------------- |  | ----------------------- | ------------------------- |
| Berjosowka (Берёзовка)   | Groß Ottenhagen, bis 1927: Ottenhagen |  | Prudy (Пруды)           | Genslack                  |
| Gribki (Грибки)          | Langhöfel                             |  | Saretschje (Заречье)    | Pregelswalde              |
| Komsomolsk (Комсомольск) | Löwenhagen                            |  | Semjonowo (Семёново)    | Fuchsberg und Marienhagen |
| Krasny Bor (Красный Бор) | Starkenberg                           |  | Suworowo (Суворово)     | Zohpen                    |
| Oserki (Озерки)          | Groß Lindenau                         |  | Tumanowka (Тумановка)   | Gauleden                  |
| Osjornoje (Озёрное)      | Groß Barthen und Klein Hohenhagen     |  | Wessjoly (Весёлый)      | Linkehnen                 |
| Ostrowskoje (Островское) | Seewalde                              |  | Wischnjowoje (Вишнёвое) | Kapkeim                   |

## Kies und Beton
Wegen der großen Kiesvorkommen baute die Fa. Windschild & Langelott 1910 eine Betonmischanlage, in der vor allem hochwertige Röhren hergestellt wurden. Die Halle hatte 1000 m2 Grundfläche mit Gleisanschluss. Mehr als 20.000 dieser Röhren verließen jährlich das Werk. Das 500 Morgen große Betriebsgelände lag zum größeren Teil im Gemeindebezirk  Seewalde. In der dortigen Pregelniederung lag das große Kiesvorkommen. Für den Abtransport von Kies und Sand wurde 1924 ein 1800 m langer Kanal zum Pregel gebaut. Es entstand ein tiefer Baggersee, der bei Kriegsende 90 Morgen groß war.

## Kirche
Das Dorf Groß Lindenau war mit seiner größtenteils evangelischen Einwohnerschaft bis 1945 in das Kirchspiel der Kirche Groß Ottenhagen (heute russisch: Berjosowka) eingepfarrt. Es gehörte zum Kirchenkreis Königsberg-Land I (südlich des Pregel) in der Kirchenprovinz Ostpreußen der Kirche der Altpreußischen Union. Heute liegt Groß Lindenau im Einzugsbereich der in den 1990er Jahren neu entstandenen evangelisch-lutherischen Gemeinde in Gwardeisk (Tapiau), einer Filialgemeinde der Auferstehungskirche in Kaliningrad (Königsberg) in der Propstei Kaliningrad der Evangelisch-lutherischen Kirche Europäisches Russland.

## Zehlaubruch
Südlich von Oserki liegt das 23 km² umfassende Osjorskoje boloto(Zehlaubruch), ein Hochmoor, das umgeben wird vom Osjorski les (Forst Frisching). Das Gebiet gehört bereits zum Rajon Prawdinsk (Kreis Friedland (Ostpreußen)).

## Verkehr

### Straßen
Die Gemeinde Oserki wird von zwei Fernstraßen durchzogen: von der R 508 in Ost-West-Richtung und – am östlichen Rand – von der R 512. Im Übrigen vernetzen untergeordnete Nebenstraßen, zum Teil in nicht ausgebauter Weise, das Gemeindegebiet.

### Schienen
Ebenfalls in Ost-West-Richtung verläuft die Bahnstrecke Kaliningrad–Nesterow, ein Teilstück der einstigen Preußischen Ostbahn durch das Gebiet der Gemeinde, die mit zwei Bahnstationen angeschlossen ist: Oserki und Komsomolsk (Löwenhagen). Die bis 1945 bestehende Bahnstrecke von Königsberg (Preußen) (Kaliningrad) über Gerdauen (Schelesnodoroschny) nach Angerburg (heute polnisch: Węgorzewo) mit den im heutigen Gemeindegebiet gelegenen Stationen Löwenhagen und Fuchsberg (Semjonowo) ist nicht mehr in Betrieb.

### Luft
Der Flughafen Kaliningrad in Chrabrowo (Powunden) ist in einer Entfernung von 50 Kilometern über Fernstraßen zu erreichen.